# 55-й авиационный полк пикирующих бомбардировщиков ВМФ
55-й авиационный полк пикирующих бомбардировщиков (55-й аппб) — авиационная воинская часть Вооружённых Сил СССР, принимавшая участие в Великой Отечественной войне, вошедшая в состав ВС РФ.

## Наименования части
Действительные наименования:
- 55-й отдельный пикировочный авиационный полк (28.11.1944 год);
- 55-й авиационный полк пикирующих бомбардировщиков (прикомандирован на время боевых действий к 10-й авиационной дивизии пикирующих бомбардировщиков);
- 55-й отдельный пикировочный авиационный полк (17.08.1945 год);
- 55-й отдельный пикировочный авиационный полк ВВС СТОФ (18.08.1945 год);
- 55-й авиационный полк пикирующих бомбардировщиков (25.12.1946 год);
- 55-й авиационный полк пикирующих бомбардировщиков 7-го ВМФ (1.05.1947 год);
- 568-й минно-торпедный авиационный полк 16-й САД (1.02.1948 год);
- 568-й тяжёлый бомбардировочный авиационный полк 143-й минно-торпедной авиационной дивизии ТОФ (15.01.1957 год);
- 568-й минно-торпедный авиационный полк дальнего действия 143-й МТАД ТОФ (3.10.1957 год);
- 568-й морской ракетоносный авиационный полк 143-й морской ракетоносной дивизии ТОФ (1.05.1961 год);
- 568-й гвардейский морской ракетоносный авиационный полк (31.12.1993 год);
- 568-й гвардейский отдельный морской ракетоносный авиационный полк (1.12.1994 год);
- 568-й отдельный гвардейский смешанный авиационный полк (1.06.2002 год);
- 7061-я гвардейская авиационная база МА ТОФ в/ч 26869 (1.09.2009 год);
- Войсковая часть (Полевая почта) — 90724[1][2].

## История полка
55-й авиационный полк пикирующих бомбардировщиков сформирован по штату № 030/157 на основании Приказа НК ВМФ СССР от 30 декабря 1944 года № 02709 и циркуляра НГМШ № 01358 от 28.11.1944 года. На формирование полка обращена 3-я авиационная эскадрилья бомбардировщиков СБ 42-го смешанного авиационного полка ВВС СТОФ с АС Знаменское. Также, на основании вышеназванных документов, 4-я АЭ полка обращена на формирование 56-го отдельного штурмового авиационного полка, а сам 42-й АП становится чисто истребительным. Командир 42-го АП Герой Советского Союза майор Радус Ф. Н. убыл к месту формирования 55-го полка на аэродром Унаши.
27 июня полк был сформирован. На вооружении полка были 13 самолётов СБ и 29 Пе-2. Ввиду сложной внешнеполитической обстановки, полк временно дислоцируется на аэродроме Унаши, с подчинением командиру 10-й авиационной дивизии пикирующих бомбардировщиков (управление дивизии базировалось на аэр. Николаевка). 55-й ПАП стал пятым полком дивизии.
С началом войны 9 августа 1945 года полк работал с аэродрома Унаши против японских объектов на территории северной Кореи. 17 августа полк выводится из состава дивизии и становится 55-м отдельным пикировочным авиационным полком, а уже к 18 августа полк перелетел к месту постоянной дислокации — на аэродром Советская Гавань—Май-Гатка, на побережье Татарского пролива. Полк подчинили командованию ВВС Северной Тихоокеанской флотилии. Однако из-за плохого состояния покрытия аэродрома (август 1945 года был дождливый) полк к 20 августа перелетел на соседний, более оборудованный аэродром Советская Гавань—Постовая, где тогда базировался 41-й истребительный полк ВМФ. 55-й ОПАП СТОФ продолжил боевую работу, нанося удары по целям на южном Сахалине.
55-й АП оказался одним из немногих полков ВВС ТОФ, который при активной работе (за 13 дней выполнен 181 боевой вылет) не понёс боевых потерь и не разбив ни одной машины в аварии. 23 августа 1945 года за отличные действия в боях с империалистической Японией Верховный Главнокомандующий в своём Приказе № 372 объявил благодарность всему личному составу полка. 3 сентября 1945 года полку было вручено Боевое Знамя части.
В сентябре 1945 года полк был включён в состав 16-й смешанной авиационной дивизии, переданной из ВВС ТОФ в ВВС СТОФ.
10.10.1945 года управление 16-й САД было передислоцировано на аэродром Отомари (Корсаков), с подчинением командующему ВВС СТОФ, а 22.10.1945 года на этот же аэродром перелетел 55-й АП. На основании приказа Командующего ТОФ № 004 от 02.02.1946 г. полк вместе с дивизией передали в состав Сахалинской Военной Флотилии.
С 25.12.1946 г., на основании циркуляра НГШ ВМС № 0015 от 15.11.1946 г. и приказа Командующего ТОФ № 0025 от 21.12.1946 г. 55-й ПАП был переведён на штат № 30/625 и переименован в 55-й авиационный полк пикирующих бомбардировщиков.
На основании приказа ГК ВМС № 001/ов от 12.02.1947 г. в связи с образованием на базе Сахалинской военной флотилии 7-го ВМФ, с 01.05.1947 г. полк передаётся в состав его ВВС.
С 01.02.1948 г., на основании циркуляра НГШ ВМС № 0036 от 07.10.1947 г. 55-й АППБ переформируется в 568-й минно-торпедный авиационный полк четырёхэскадрильного состава по штату № 98/705, с базированием на аэродроме Отомари, в составе 16-й смешанной авиадивизии.
В 1952 году полк начал переучивание на реактивные самолёты типа Ил-28. В следующем году первые самолёты поступили в полк. В апреле 1953 года полк временно передислоцирован на аэродром Николаевка. В это же время происходит переформирование 15-й и 16-й смешанных авиадивизий 7-го ВМФ: пятнадцатая становится чисто истребительной, тогда как шестнадцатая — минно-торпедной. 4 мая 1953 года управление 16-й САД переименовывается в управление 692-й МТАД. Через 14 дней, 18 мая 1953 года 692-я МТАД снова переименовывается в 143-ю минно-торпедную авиационную дивизию. В состав дивизии вошли 568-й МТАП, 570-й МТАП и части обеспечения. Дивизия подчинена командующему 105-го АК ВМС. 568-й МТАП к концу года был полностью переучен и перелетел на только что отстроенный аэродром Советская Гавань—Каменный Ручей, на материковом побережье Татарского пролива.
В течение 1955-56 годов лётный и технический состав полка осваивают новое оружие — реактивную авиационную торпеду РАТ-52.
15.01.1957 г., на основании директивы ГШ ВМФ № ОМУ/4/19496 от 04.12.1956 г. 568-й МТАП был переведён со штата № 98/316 на штат № 98/510 и переименован в 568-й тяжёлый бомбардировочный авиационный полк. С 01.02.1957 г. полк начал переучивание на самолёты типа Ту-16, а уже на следующий день на аэродроме К. Ручей приземлились первые два самолёта.
С 1957 г. полк начал получать первые самолеты-ракетоносцы Ту-16КС с комплексом «Комета», став лидерной частью Тихоокеанского флота в их освоении. Для освоения нового ракетного комплекса с гарнизона Багерово получены четыре самолёта Ту-4 (два носителя и два учебных штурманских). Три самолёта числились в отряде управления дивизии, а один был передан в 568-й полк. Самолёты Ту-4 эксплуатировались до 1959 года.
На основании Директивы ГШ ВМФ №ОМУ/4/30335 от 03.10.57 г. дивизия получила к наименованию приставку — «дальнего действия». На основании директивы ГШ ВМФ № ОМУ/4/30375 от 03.10.1957 г. 568-й ТБАП был переименован в 568-й минно-торпедный авиационный полк Дальнего Действия
С 01.12.1957 г., в соответствии с директивой ГК ВМФ № ОМУ/4/30250 от 20.07.1957 г., 568-й МТАП ДД, содержащийся по штату № 98/510, стал числиться частью первой линии.
25 февраля 1958 года полк был переведён на новый штат № 98/603. Четвёртая АЭ в полку — учебная. На аэродроме Каменный ручей проходит переучивание на Ту-16 50-й гв. ОРАП из гарнизона Романовка. В процессе переучивания формируется 266-я ОДРАЭ, которая через два года убудет к постоянному месту дислокации на АС Елизово.
01.04.1961 года, в соответствии с директивой ГШ ВМФ № ОМУ/1/9535 от 28.02.1961 г., в 568-й МТАП ДД было включено звено истребителей СДК-7 (МиГ-17СДК) из расформированной тогда же 269-й отдельной истребительной авиационной эскадрильи специального назначения. Эскадрилья ранее напрямую подчинялась командиру дивизии. В связи с преобразованием минно-торпедной авиации ВВС ВМФ в морскую ракетоносную авиацию, на основании приказа МО СССР № 0028 от 20.03.1961 года и приказа ГК ВМФ № 048 от 13.04.1961 года 1 мая 568-й МТАП ДД был переименован в 568-й морской ракетоносный авиационный полк 143-й морской ракетоносной авиационной дивизии Авиации ТОФ.
В 1963 году в составе полка, в порядке эксперимента, сформирована противолодочная эскадрилья на самолётах Ту-16ПЛ (ПЛО). Была установлена радиогидроакустическая система «Баку» и кассетные держатели для гидроакустических буёв и противолодочных бомб. Аналогичное подразделение было сформировано и на Северном флоте. Эксперимент был признан неудачным, эскадрилья расформирована в 1967 году.
В марте 1980 года 568-й МРАП первым из частей МРА ВВС ТОФ начал переучивание на самолёты Ту-22М2 в 33-м ЦБП и ПЛС г. Николаеве, а осенью того года первые самолёты перелетели на аэродром К. Ручей с Казанского авиазавода. В 1981 году полк был полностью перевооружён на Ту-22М2 (1-я и 2-я АЭ, третья продолжала эксплуатировать Ту-16 различных модификаций).
В 1992 году третья эскадрилья полка была расформирована в связи со снятием с вооружения и списания всех модификаций Ту-16. В этом же году, в связи с прекращением эксплуатации самолётов Ту-22М2, полк полностью прекратил полёты, вплоть до 1996 года.
31.12.1993 года, на основании директивы ГШ ВМФ № 730/1/0530 от 11 июня 1993 года, в целях сохранения боевых традиций 50-го гв. отдельного дальнеразведывательного авиаполка (расформированного в 1974 году), и памяти о его боевых заслугах, 568-й МРАП был переформирован в 568-й гвардейский морской ракетоносный авиационный полк, приняв это почётное наименование от расформированного 141-го гв. МРАПа из гарнизона Хороль.
01.12.1994 года, на основании Директивы ГК ВМФ № 730/1/00568 от 01.07.94 года, управление дивизии и 570-й МРАП расформированы. 568-й полк получил к наименованию приставку отдельный.
25 марта 1996 г. личный состав полка закончил теоретическое переучивание на самолёт Ту-22МЗ, и 15 апреля этого же года экипажи полка перегнали с аэродрома Остров на аэродром Каменный Ручей первые девять машин. Они достались полку из состава расформированных частей ВВС Черноморского флота (5-й гв. МРАП, АС Весёлое и 943-й МРАП, АС Октябрьское), самолёты которых были поделены между Россией и Украиной. Ввиду низкой исправности парка перегонка затянулась до конца 2002 года. Всего полк получил 16 самолётов.
01.06.2002 года, на основании директивы ГШ ВМФ № 730/1/0859 от 17.12.2001 г. 568-й гв. ОМРАП (в/ч 90724), 310-й отдельный противолодочный полк (в/ч 99315) и 267-я объединённая технико-эксплуатационная часть (в/ч 53031), базирующиеся на аэродроме Каменный Ручей, были переформированы в единый 568-й гвардейский отдельный смешанный авиационный полк. В состав полка вошли 1-я и 2-я АЭ самолётов Ту-22М3 и 3-я АЭ самолётов Ту-142МЗ и Ту-142МР, отряд транспортных и спасательных самолётов Ан-26 (1) и вертолётов Ка-27ПС (2) и Ми-8Т (1). Полк стал уникальной в своём роде авиационной частью в РФ, на вооружении которой стояли самолёты и вертолёты различных типов, от ракетоносцев до противолодочников и спасателей. Задачи полка:
- обеспечение боевой устойчивости ракетных подводных лодок стратегического назначения
- поиск и уничтожение подводных лодок противника
- ретрансляция сигналов боевого управления
- ведение воздушной разведки в Тихом океане
- уничтожение морских и наземных целей крылатыми ракетами
- постановка минных заграждений в море
- обеспечение запусков космических аппаратов
- поисково-спасательное обеспечение
- транспортные перевозки личного состава и грузов

В декабре 2009 года на базе полка сформирована 7061-я гвардейская авиационная база МА ТОФ, в которую вошли: 3226-я авиационно-техническая база в/ч 26869, 568-й гв. ОСАП в/ч 90724, 1097-я ракетно-техническая база в/ч 45762, 1025-й отдельный батальон связи и радиотехнического обеспечения в/ч 40763. Знамя полка передано авиабазе, номер части изменился на 26869. Лётные подразделения АвБ включали: 1-я и 2-я ракетоносные АЭ на Ту-22М3, третья противолодочная АЭ на Ту-142МЗ и Ту-142МР; поисково-спасательный отряд, состоящий из одного самолёта Ан-26, вертолёта Ми-8Т и двух вертолётов Ка-27ПС.
Первого декабря 2011 года 7061-я гв. АвБ МА ТОФ расформирована. На АС К. Ручей сформирована противолодочная эскадрилья, в составе которой также имеется отряд ПСО. Эскадрилья организационно вошла в состав 7062-й Порт-Артурской АвБ в/ч 62250, без изменения места дислокации. В феврале 2012 года состоялась церемония прощания л/с с Боевым Знаменем полка.

## Авиационная техника на вооружении полка
СБ, Пе-2, Ил-28, Ту-4, Ту-16Т, Ту-16КС, Ту-16К, Ту-16СПС, Ту-22М2, Ту-22МП, Ту-22М3, Ту-142М, Ту-142МЗ, Ту-142МР, Ан-26, Ка-27ПС, Ми-8Т.

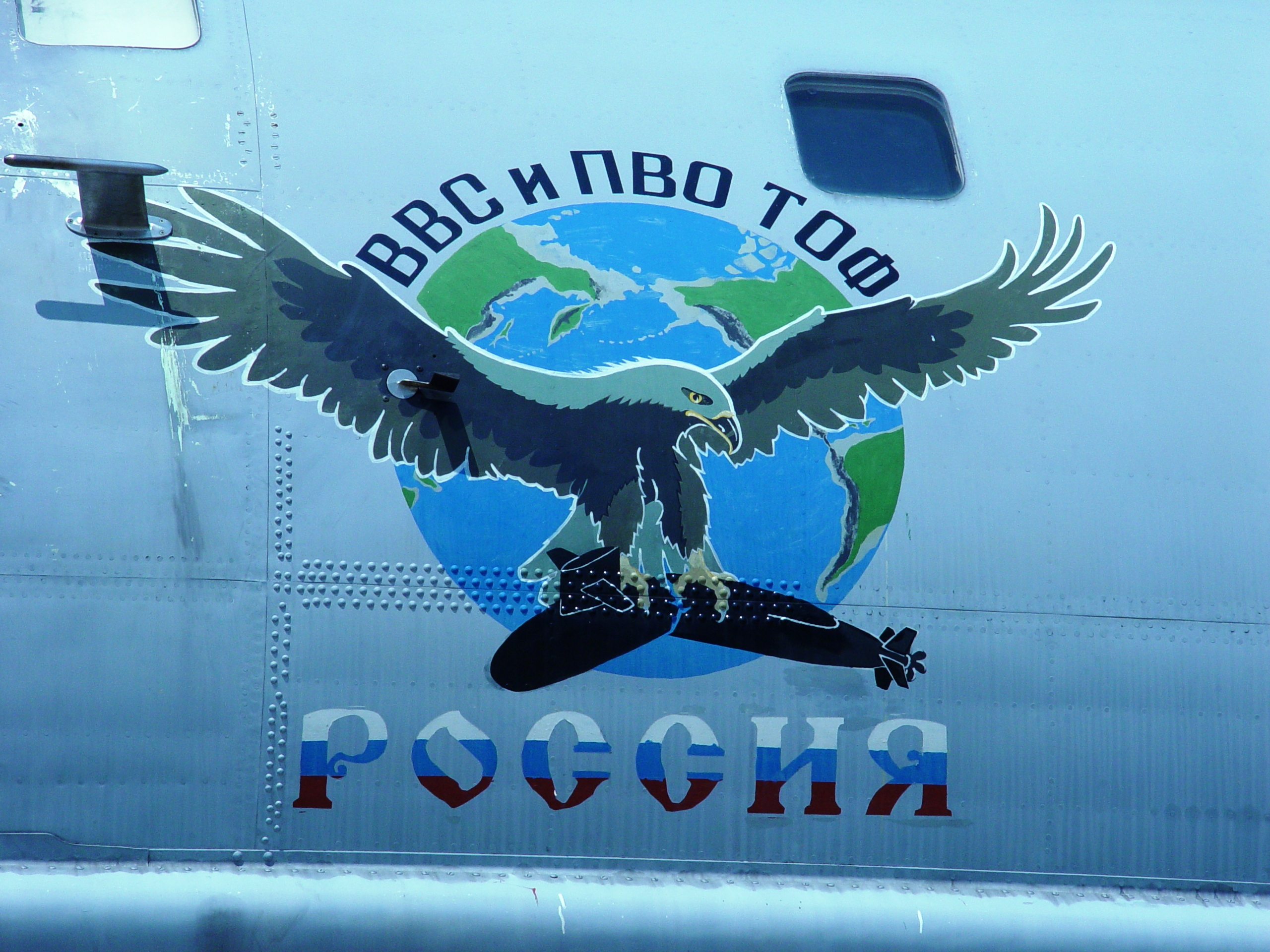
Эмблема противолодочной эскадрильи

В 21 веке на авиационной технике полка появилась «бортовая живопись» и именные самолёты, поименованные в честь Героев Советского Союза, в разное время служивших в полку:
- Ту-22М3 № 54 «Николай Авакумов»
- Ту-22М3 № 57 «Фёдор Радус»
- Ту-22М3 № 58 «Василий Трушкин»
- Ту-142МЗ № 53 «Ванино»
- Ту-142МЗ № 54 «ТТК Дальний Восток» (в честь шефов имеется аналогичный борт на Северном флоте)

Также в полку два самолёта Ту-22М3 имели разрисованные акульими пастями воздухозаборники — борт № 02 и № 57, знаки советской гвардии — № 54, № 57, № 58, № 02, № 21; Андреевский флаг — № 02 и №??. На левом борту самолётов противолодочной эскадрильи наносилась эмблема (фото справа).

## Катастрофы
— 23.03.1949 год. При заходе на посадку на аэродром Корсаков, из-за полной выработки топлива и остановки двигателей совершил вынужденную посадку на воду самолёт Пе-2, пилотируемый командиром 3-й АЭ капитаном Забиякой Георгием Ивановичем. Весь экипаж самолёта (командир — Г. И. Забияка, штурман 3-й АЭ капитан Шабунин Павел Власович, ВСР Ильин Иван Парменович) от переохлаждения в ледяной воде погиб.
— 30.01.1958 года. Катастрофа самолёта Ту-16 в районе о. Русский г. Владивостока, КК капитан Чурилин Арнольд Тимофеевич (штурман — капитан Гвардионов Анатолий Александрович, 2-й штурман — лейтенант Карпов Юрий Иванович, помощник командира — ст. лейтенант Маркин Николай Григорьевич, Дербенёв Н. С., Луценко В. С).
— 13 августа 1959 года рухнул на взлёте Ту-16К. Самолёт упал с высоты 40-50 метров в тайгу за ВПП, никто из экипажа не выжил (других сведений по катастрофе нет). Экипаж: Старов И. А., Макаров Ю. Г., Аникин Л. Ф., Алексеев А. И., Конин Р. С., Шабалин В. О., Куприяненко Е. И.
— Ночью 17 января 1985 разбился Ту-22М2 (борт № 29). Самолёт упал на взлёте в районе ближнего приводного радиомаяка, развалился и сгорел. Экипаж погиб. Командир корабля капитан Ширманов А. А, помощник КК — Новиков Ю. В., штурман-оператор — Худотеплов Ю. И., штурман — Городников В. П.
— Вечером 6 ноября 2009 разбился самолёт Ту-142МЗ борт № 55. При заходе на посадку, после третьего разворота отметка самолёта неожиданно пропала с экранов РЛС. Никаких докладов о возникновении аварийной ситуации от экипажа не поступало. Обломки машины обнаружены в Татарском проливе. Погибло 11 человек. Официальной причиной катастрофы назван «человеческий фактор». Среди погибших во время несения службы — майор Вадим Капкин, лейтенант Артём Бланк, старший лейтенант Павел Чолак, капитан Алексей Тимофеев, майор Алексей Аблонский, капитан Константин Шолохов, старший прапорщик Андрей Фефилов, капитан Сергей Гуляев, старший прапорщик Валерий Воронков, старший прапорщик Николай Паламар, лейтенант Евгений Долгов.

## Командиры полка
- ГСС Ф. Н. Радус (декабрь 1944 г. — февраль 1946 г.)
- Р. М. Корнеев (1947-48 гг.)
- И. С. Емельянов (1948-50 гг.)
- П. И. Ножкин (1951-54 гг.)
- П. К. Калашников (1954-57 гг.)
- Н. А. Юрьев (1957-66 гг.)
- Г. А. Сюткин (1966-69 гг.)
- И. П. Горобец (в 1969-72 гг.)
- Н. А. Авакумов (1972-78 гг.)
- В. А. Чернов (1978-82 гг.)
- Ю. Ф. Литвиненко (1982-84 гг.)
- Г. Н. Самойлов (1984-88 гг.)
- В. К. Андрикеев (1988-90 гг.)
- Г. В. Сарычев (1990—2002 гг.)
- А. Г. Нуретдинов (2002—2003 гг.)
- В. В. Пушкарёв (2003—2007 гг.)
- В. В. Маслов (2007—2008 гг.)
- А. Е. Неклюдов (2008 — …)